# Anders Magnus Wåhlin
Anders Magnus Wåhlin, född den 22 december 1731 i Östra Husby i Östergötland, död 1797, var en svensk läkare och en av Linnés lärjungar.
Wåhlin studerade vid Linköpings katedralskola och blev 1740 student vid Uppsala universitet. Han utsågs av Linné att på ett av Riksdagen beviljat understöd genomresa alla de nordiska lappmarkerna. 
Wåhlin blev provinsialläkare i Jönköpings län 1756. Han upptog Marendals hälsobrunn vid Jönköping och upphjälpte Lindals hälsobrunn vid samma stad, gav ut en beskrivning därom 1764. Wåhlin förestod brunnsintendenturen vid Medevi 1773, 1775 och 1784–1787. Han fick ett Jönköpings lasarett inrättat, varom han utgav en skrift med "utkast" 1776. Han utgav på egen bekostnad underrättelser om pågående sjukdomar. Wåhlin verkade också för koppympning.
Anders Magnus Wåhlin var son till Magnus Wåhlin, slutligen kyrkoherde i Gryts socken, och kyrkoherdedottern Anna Arenander från Locknevi socken. Wåhlin gifte sig första gången med Anna Charlotta Grapengiesser, som födde sex barn, och andra gången med Ulrika Lovisa Sparrsköld, som födde sju barn.